# Bellum Cibalense
Bellum Cibalense (316. год) је назив за први рат између римских царева-савладара Константина и Лицинија. Сукоб је добио име по највећој битки која је вођена у његово време, битки код града Cibalae (данас Винковци у Републици Хрватској) 8. октобра 316. године која је завршена неодлучним исходом.

## Узроци
Од 313. године Римско царство је било подељено између два августа Константина Великог, који је владао западним делом Царства, и Лицинијем, који је владао Истоком. Лицинијев посед обухватао је и балканске и подунавске провинције царства, док је Константинова најисточнија област била Италија. У борби са осталим ривалима (Максенције, Максимин Даја...), два цара су од краја 311./почетка 312. године склопили савез. У Милану су фебруара 313. уговорили заједничку толерантну политику према хришћанима и Лициније је оженио Константинову полусестру Констанцију. 
Лицинију се у јулу 315. године родио син Лициније II чиме су му се отвориле династичке перспективе. О узроцима рата ни антички извори нису сагласни. Константинов биограф Евсевије Цезарејски само сумарно приказује узроке у Лицинијевој зависти и незахвалности према Константину. Аурелије Виктор подвлачи различитост њихових карактера, а Еутропије пише како је управо Константин "намерио да завлада читавим светом" и напао Лицинија без обзира на рођачке везе.
Било како било, Константин Велики је предложио Лицинију да од Италије створе тампон-зону под управом новог цезара. Ову улогу Константин је наменио Басијану, мужу своје полусестре Анастасије. Лициније је пак послао Басијановог брата Сенекиона да наговори новопостављеног цезара на побуну против Константина. Басијанова побуна је брзо савладана, а Сенекион је побегао Лицинију који је одбио да га изручи Константину. Тиме је владар Запада добио изговор за отпочињање непријатељстава.

## 
Из Италије Константин је са 20.000 војника почетком октобра упао на Лицинијеву територију. У близини града Цибале (данашњи Винковци) дошло је 8. октобра до судара две војске. Лицинијева је била бројно већа и бројала је 35.000 људи. Ипак, август истока је у тешкој бици, која је у војном погледу завршена са неодлучним исходом, изгубио чак 20.000 пешака, али се са сачуваном коњицом повукао у своју резиденцију у Сирмијум (данашња Сремска Митровица). Одатле се Лициније, заједно са женом, сином и царском ризницом, склонио у Сердику (данашњу Софију). Намеравајући да брани преосталу Тракију и појача свој углед међу тамашњим трупама, Лициније је у Сердики прогласио Аурелија Валерија Валенса, локалног пограничног заповедника (dux), за свог августа-савладара. Константин је у међувремену заузео Филипопољ (данашњи Пловдив) и ту је одбио Лицинијеве мировне предлоге. До нове битке дошло је у околини Хадријанопоља (данашње Једрене) на месту познатом као Campus Mardiensis. Лициније је поново умакао и Константин је проценио да му је победа на домак руке. Сматрајући погрешно да се Лициније и Валерије Валенс повлаче са циљем пребацивања у Малу Азију, Константин је ушао у Византион. Ту је сазнао да се његови противници у ствари налазе у залеђу, у граду Beroe Traiana Augusta (данас Стара Загора). Правилно процењујући стратешку тежину свог положаја, Константин је овога пута прихватио преговоре.

## Последице
Иако није у потпуности потучен на бојном пољу, Лицинију је била јасна Константинова премоћ. Победнику је предао дијацезе Панонију и Мезију, али је задржао Тракију, као свој једини преостали посед у Европи. Валерије Валенс је жртвован компромису између два цара. Слога два савладара је потврђена избором неутралних личности за конзуле 317. године. Најзад, у Сердики је Константин, уз упадљиво одсуство Лицинија, 1. марта 317. године прогласио за цезаре своје синове Криспа и Константина II и свог сестрића, Лицинијевог сина, Лицинија Млађег. 
Слога између Константина и Лицинија одржана је до 320. када поново почиње заоштравање односа. Лициније је најзад побеђен и уклоњен 324. заједно са својим сином. Константин је тиме постао једини владар читавог Римског царства. У том светлу, Први рат између Константина и Лицинија из 316. године, треба посматрати као важан корак у Константиновом освајању апсолутне власти.

## Проблеми датовања
Кратка хроника Consularia Constantinopolitana (Fast Hydatii) је погрешно датовала битку код Цибале 8. октобра 314. године, а самим тим и Први рат између Константина и Лицинија за 314. годину. Оваква хронологија прихваћена је у старијој литератури безпоговорно иако је донела читав низ тешко решивих историографских питања (нпр. Константиново присуство Сабору у Арлу у Галији који је отворен 1. августа 314. године).
Међутим, нумизматичар Патрик Брун (P. Bruun) је 1953. показао да је тек 316. године уклоњен Лицинијев лик са новца који је Константин ковао у Арелату. Ова нова хронологија је каснија поткрепљена и новим материјалним доказима нпр. на Константиновој тријумфалној капији у Риму, која је инаугурисана 25. јула 315., у време прославе десетогодишњице владавине, Лициније се појављује чак осам пута. Све представе Лицинија на славолуку указују на слогу и равноправност два августа. Уколико је рат вођен 314, а коначни споразум постигнут тек 317., такве представе на тријумфалну капију тешко да би уопште и биле постављене. Лицинијеве статуе не показују ни трагове насилног уклањања или рушења, тако да се претпоставља да су биле део оригиналне грађевине. Даљом критиком наративних извора Тимоти Барнс (T. Barnes) је утврдио да се ни извори ове врсте не сукобљавају са нумизматичким и другим археолошким изворима, већ напротив, да их подупиру.